# Waliszewo (województwo wielkopolskie)

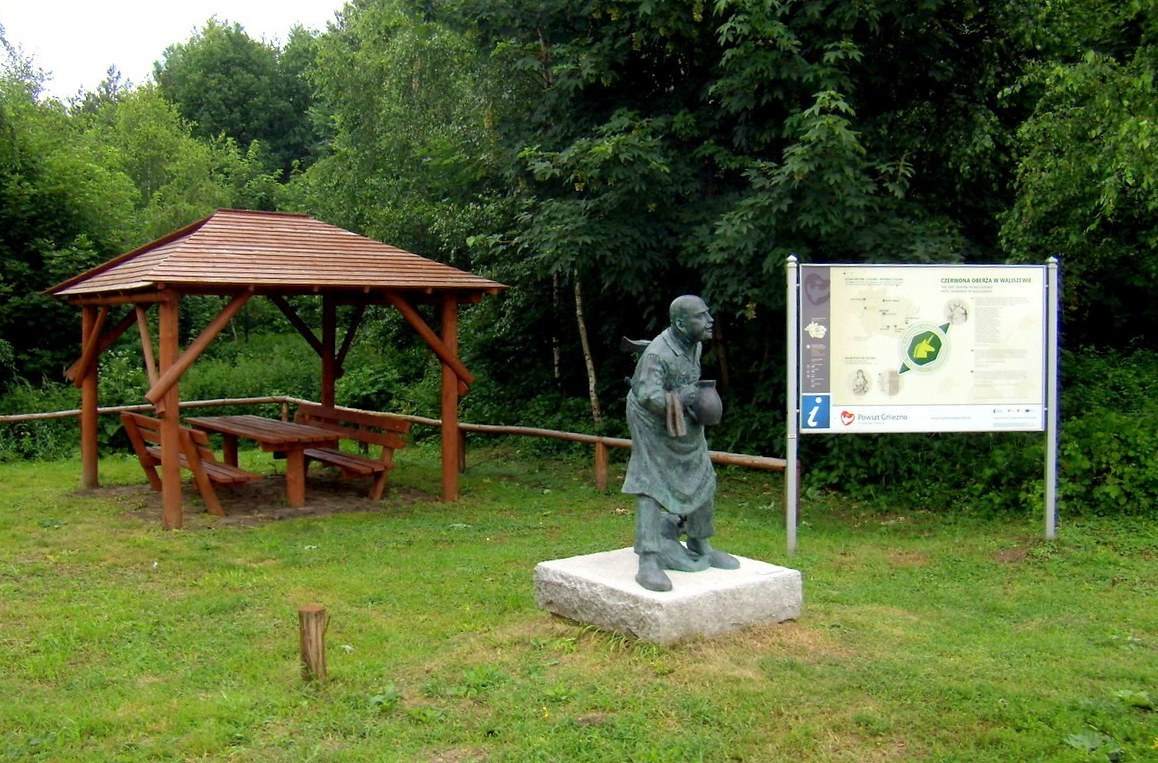
Pomnik legendy o Czerwonej Oberży

Waliszewo (niem. Walsee) – wieś w Polsce położona w województwie wielkopolskim, w powiecie gnieźnieńskim, w gminie Kłecko. We wsi znajduje się drewniany kościół św. Katarzyny z 1759.
Wieś duchowna, własność kapituły katedralnej gnieźnieńskiej, pod koniec XVI wieku leżała w powiecie gnieźnieńskim województwa kaliskiego. W latach 1975–1998 miejscowość administracyjnie należała do województwa poznańskiego.